# 廃墟の街
「廃墟の街」（はいきょのまち、原題: Desolation Row）はアメリカ合衆国のシンガーソングライター、ボブ・ディランによって1965年に書かれたアコースティック・ギター主体の楽曲。8月4日にレコーディングされ、ディラン6枚目のスタジオ・アルバム『追憶のハイウェイ 61』のB面最終曲として収録された。11分に及ぶその長さと、荒廃した都市部を印象させる深淵かつ哲学的な歌詞で知られる。
「廃墟の街」は人気、評価共に高い楽曲であり、ディラン最高傑作と見做されることも少なくない。

## レコーディング
アルバムに収録されたバージョンではアコースティックだが、初めにレコーディングされたときはエレクトリック調で、ファースト・テイクは1965年、7月29日晩のセッションで録音され、エレキ・ベースはハーヴィー・ブルックス、エレキ・ギターはアル・クーパーだった。エレキ・バージョンは『ノー・ディレクション・ホーム:ザ・サウンドトラック』に収録された。
8月2日、ディランはさらに5テイクを追加で録音 。追憶のハイウェイ 61に収録されたバージョンは、8月4日、ニューヨークのコロンビア・レコードのスタジオで行われたオーバー・ダビングセッションでレコーディングされた。偶然ニューヨークにいたナッシュビルのギタリスト、チャーリー・マッコイがプロデューサーのボブ・ジョンストンに誘われる形で即興のアコースティック・ギター・パートを、ラス・サバカスがベース・ギターを担当した 。特に、マッコイのギターについて、メトロポリタン美術館出版部門の編集長であった著作家マーク・ポリゾッティは「ディランによる地平的な歌詞と催眠的なメロディが広大なキャンバスを描き出しているが、それに陰影を与えたのはマッコイである。」と述べ、マッコイの貢献を評価している 。8月に録音されたアウトテイクは、2015年に『The Bootleg Series Vol. 12: The Cutting Edge 1965–1966』に収録されてリリースされた。

## 解釈
1965年12月3日にサン・フランシスコで行われたテレビ記者会見で「『廃墟の街』はどこにあるのか？」と尋ねられたディランは、「そうだな、メキシコの国境を越えたところがそういう場所だ。コカ・コーラ工場があることで有名な。」と返した 。最初のレコーディングでエレキ・ギターを弾いたアル・クーパーは、「廃墟の街」を、「売春宿、いかがわしいバー、ポルノ・スーパーマーケットがはびこり、改修もできず、救済も不可能な地域」であるマンハッタン8番街の一帯を指していると示唆した。
ポリゾッティは、曲名についてジャック・ケルアックの『デソレーション・エンジェルス (英: Desolation Angels)』とジョン・スタインベックの『キャナリー・ロウ (原題: Cannery Row)』 の双方から採られたのではないか、と述べている。
ローリング・ストーンズ誌の創刊者ヤン・ウェナーが、1969年にディランにアレン・ギンズバーグの影響を訊ねたときには、ディランは「ある時期には、彼の影響を受けたと自分でもそう思う。その時期が……『破滅の街』を書いたときみたいなニューヨーク風の時期だったんだ。そのときには、書いた曲が全て街の曲になったね。ギンズバーグの詩は街の詩だ。街のような響きの詩なんだ」と答えた。
曲の南西部風のアコースティック・ギター・バッキングと折衷主義的な雰囲気から、ポリゾッティは『廃墟の街』を「究極のカウボーイ・ソング。60年代アメリカという恐ろしい領域の『Home On The Range』」と称した。
最後から二番目のヴァースは「皆が叫んでいるーー『お前はどっちの側なんだ？！』と。 (英: Everybody’s shouting, “Which side are you on?!")」であるが、ここでの「皆 (英: Everybody)」はタイタニックの乗客であり、「Which Side Are You On?」とはフローレンス・リースが1931年に書いた組合支持の歌である。この部分から、ロバート・シェルトンは「単純な政治的コミットメント」を訴えることがこの曲の目的の一つであると主張した。彼によれば、「タイタニックのどちら側に乗ったとしても、どっちにせよ結果は変わらない」からだという。
2001年、『ラヴ・アンド・セフト』リリース前日、9月10日のUSAトゥデイによるインタビューの中で、ディランは「この曲は、徹頭徹尾、ミンストレル・ソングだ」と断言した。そして「子供の頃、カーニバルでブラックフェイスのミンストレル・ショーを見たんだが、それがマートル・コービンを見たのと同じくらい、自分に影響を与えたんだ」と続けて語った。
曲は「絞首刑の絵葉書が売られている (英: they're selling postcards of the hanging)」「サーカスが街に来た (英: the circus is in town)」という客観的な記述で始まる。ポリゾッティなどの批評家は、この部分について1920年にダルースで発生したリンチ事件との関連を指摘している。巡行サーカスで雇われていた３人の黒人男性が、白人女性を強姦したという噂によって数千人の白人によってリンチされ、「絞首刑」に処されたという事件であるが、このリンチの写真はポストカードとして実際に発売されていた。ダルースはディランの生誕地であり、当時8歳だったディランの父アブラム・ジマーマンは事件時現場から2ブロック程離れた近所に住んでいた。そして後になってアブラム・ジマーマンはこの事件のあらましを我が子ディランに語っていたという。これらエピソードから、ディランがこの事件に影響を受けて歌詞を書いたのではないかとポリゾッティらは結論付けた。

## 評価
「廃墟の街」はそれまでのディラン作品の中で最も野心的であると評されてきた。ボブ・ディラン研究で知られる著作家クリントン・ハイリンは、タム・リンやマティ・グローヴスのような伝統的なフォーク・バラードの長さと、古典的なバラードの旋律を用いて書かれているが、しかし直線的な物語の筋はないと述べている。
1965年、デイリーテレグラフ紙で『追憶のハイウェイ 61』をレビューしたイギリスの詩人フィリップ・ラーキンは、この曲を「魅惑的な曲調と、おそらく不完全ではあるが神秘的な言葉」を持つ「マラソン」であると評した。アンディ・ギルは、「歴史的人物(アインシュタイン、ネロ)、聖書上の人物(ノア、カインとアベル)、フィクションの人物(オフィーリア、ロミオ、シンデレラ)、文学史的人物(エリオット、エズラ・パウンド)、そして上記のカテゴリーに当てはまらない人物(ドクター・フィルスと怪しい看護婦)など、大勢のアイコニックな人物が登場し、フェデリコ・フェリーニ風のグロテスクで奇怪なパレードの形をとる、11分にも及ぶエントロピーの叙事詩」であると述べた。
音楽史家ニコラス・シャフナーによれば、1966年にローリング・ストーンズが「ゴーイン・ホーム」をリリースするまでは、「廃墟の街」は最長のポップ・ミュージックの曲であった。
ローリング・ストーン誌は、ローリング・ストーンの選ぶオールタイム・グレイテスト・ソング500において、この曲を83位に選出した。2020年、ガーディアン誌とGQ誌はボブ・ディランの最も偉大な50曲のリストで、この曲をそれぞれ5位と3位にランクインさせた。
1969年にワイト島フェスティバルにディランは出演したが、1970年のイベントではフェンスが取り壊される前に60万人のチケットのないファンが使用した丘の中腹エリアがディランに因んで「Desolation Row」と名付けられた。

## ライブ・パフォーマンス
1965年のエレキ・ギターを弾いて波紋を呼んだニューポート・フォーク・フェスティバルの後の、8月28日、ニューヨークのクイーンズ区のフォレスト・ヒルズ・テニス・スタジアムでの公演で「廃墟の街」は初めて演奏された。この曲はディランがエレクトリック・バンドを迎える前に演奏したアコースティック・セットの一つとして披露された。当時のこの演奏について、音楽評論家のロバート・シェルトンは「この曲は、ディラン氏の音楽的ロールシャッハの新たなる一つであり、幅広く様々な解釈が可能である……この曲は 『不条理のフォーク・ソング 』として最もよく特徴づけられるであろう。」と述べた。曲中のごちゃごちゃとしたイメージと、ひっきりなしにカフカ的な登場をする歴史的人物は、当初は笑いを以て迎えられた。
ライブ・バージョンは『MTVアンプラグド』(1995年、録音は1994年11月）、『ロイヤル・アルバート・ホール』(1998年、録音は1966年5月）、『The 1966 Live Recordings』（2016年ボックス・セット、複数の録音日があり、1つのコンサートはアルバム『The Real Royal Albert Hall 1966 Concert』として別途リリース）および『Live 1962-1966: Rare Performances From The Copyright Collections』(2018年、録音は1966年4月)に収録されている。なお、この曲は2012年11月19日のライブでも演奏されたほか、ディランの現在のツアーのセットリストに含まれていることもよくあり、2017年5月4日にもボーンマスで演奏された。

## その他

### カバー・バージョン
グレイトフル・デッドは1980年代半ばから「廃墟の街」をライブで演奏していた。「廃墟の街」の一節から名前が付けられたライブ・アルバム、『Postcards of the Hanging』に収録され、これは2002年にリリースされた。このアルバムには、1990年3月24日、ニューヨーク州アルバニーのニッカーボッカー・アリーナでの録音が収録されている。この曲は、グレイトフル・デッドのセットリストでは 「D-Row 」と略されることが多かった。
クリス・スミザーは2003年のアルバム『Train Home』でこの曲をカバーし、ボニー・レイットがヴォーカルとスライド・ギターで参加している。また、ロビン・ヒッチコックもアルバム『Robyn Sings』でこの曲をレコーディングしている。
オールド97'sのボーカル、レット・ミラーは新曲「Champaign, Illinois」のために「廃墟の街」のメロディーを借用した。この曲はディランの許可を得て録音され、オールド97'sの2010年のアルバム『The Grande Theatre, Volume One』に収録された。作曲のクレジットはディランとミラー。
イタリアのシンガーソングライター、ファブリツィオ・デ・アンドレとフランチェスコ・デ・グレゴリは、「廃墟の街」のイタリア語訳である「Via della Povertà」を書き、1974年のアルバム『Canzoni』に収録した。

### 大衆文化への影響
ローラ・ブラニガンの1985年のシングル 「Spanish Eddie 」は、サビの部分でこの曲に触れている。"The night Spanish Eddie cashed it in / they were playingin' "Desolation Row" on radio"（スパニッシュ・エディが現金化した夜／ラジオで 「廃墟の街」が流れていた）。
「廃墟の街」という言葉は、ジョジョの奇妙な冒険第六部ストーンオーシャンの中で、ディオが語る、天国へ行くための14の言葉の中に含まれている。
アラン・ムーアとデイヴ・ギボンズによる『ウォッチメン』第1章のエンディングで、曲の一節である「At midnight, all the agents and the superhuman crew, go out and round up everyone that knows more than they do」が引用されている。シリーズ全集の序文で、デイヴ・ギボンズは「それはボブ・ディランから始まった」と語り、第1章で引用された歌詞は「いつかウォッチメンに火をつける火種」だったと述べている。
ザ・ウォー・オン・ドラッグスの5枚目のアルバム『I Don't Live Here Anymore』のタイトル曲には、「Like when we went to see Bob Dylan/ We danced to "Desolation Row"」という歌詞がある。